# Oxytelus sculptus
Oxytelus sculptus är en skalbaggsart som beskrevs av Johann Ludwig Christian Gravenhorst 1806. Oxytelus sculptus ingår i släktet Oxytelus och familjen kortvingar. Arten är reproducerande i Sverige. Inga underarter finns listade i Catalogue of Life.

## Bildgalleri

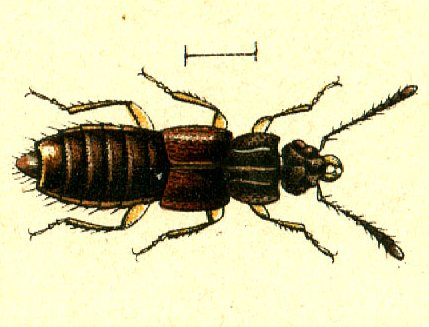